# Корвет (компьютер)
«Корвет» — советский 8-разрядный учебный персональный компьютер. Предназначен для преподавания информатики в школах, а также мог использоваться как домашний компьютер. Основан на самодельном персональном компьютере, который был изготовлен в 1985 году сотрудниками Института ядерной физики Московского государственного университета Николаем Роем, Александром Скурихиным и Олегом Щербаковым для собственных нужд: автоматизации управления установкой дистанционного измерения параметров низкотемпературной плазмы методами лазерной спектроскопии, а также для обработки получаемой информации и теоретических расчётов, ведения архива данных и ряда других нужд. Впервые описание данного ПК приведено в журнале «Микропроцессорные средства и системы» под названием ПК 8001 (статья прислана 21 августа 1985 года).

## Устройство
Материнская плата «Корвета» располагалась в одном блоке с клавиатурой, в отдельном выносном блоке располагались блок питания, дисководы и плата сопряжения с дисководами (контроллер дисковода также располагался в клавиатуре). Для охлаждения схем компьютера в корпусе установлен вентилятор (не во всех модификациях).

### Технические характеристики
- Процессор: КР580ВМ80А на тактовой частоте 2,5 МГц, быстродействие — 625 тысяч операций в секунду.
- Память:
  - ОЗУ — 64 КБ (поскольку суммарный объём памяти вместе с ПЗУ и ГЗУ может составлять 353 КБ, а процессор КР580ВМ80А может адресовать напрямую 64 КБ, используется схема переключения банков, допускающая 32 возможных конфигурации памяти);
  - ПЗУ — 24 КБ (поддерживается до 96 КБ);
  - ГЗУ — 48 КБ (3 слоя по 16 КБ) × 1 стр. или 192 КБ (3 слоя по 16 КБ) × 4 стр., в зависимости от типа используемых микросхем;
  - ОЗУ алфавитно-цифрового дисплея — 1 КБ (16×64).
- Устройство вывода: монитор либо телевизор; единственный видеорежим, выводящий одновременно текст (16 строк по 64 символа, есть также «широкий» 32-символьный режим) и графику (512×256, 8 цветов из 16-цветной палитры, без конфликтных зон).
- Звукогенератор — одноканальный аппаратный (выводит звук без загрузки процессора) на основе программируемого таймера КР580ВИ53; звукогенератор аналогичен PC-спикеру на IBM PC или одному из трёх каналов звукосинтезатора ПК «Вектор-06Ц».
- Клавиатура: герконовая, 80 клавиш, в том числе отдельный блок из 14 клавиш для управления курсором и редактирования, а также 5 функциональных клавиш.
- Размеры системного блока с интегрированной клавиатурой: 417×240×65 мм.
- Внешние интерфейсы:
  - параллельный стандарта Centronics для подключения принтера (обычно — Epson FX800);
  - последовательный — RS-232C и «токовая петля», изначально предусмотрено подключение стандартной мыши;
  - два разъёма для двухкоординатных аналоговых джойстиков (устанавливались не на все ПК);
  - последовательный для локальной сети;
  - выход на чёрно-белый монитор или телевизор;
  - выход на цветной монитор или телевизор;
  - разъём для подключения НГМД;
  - разъём для подключения магнитофона (с возможностью управления двигателем магнитофона);
  - разъём для подключения внешних модулей;
  - разъём для диагностического оборудования.
- Внешняя память:
  - возможность подключения до 4 НГМД любого распространённого стандарта (8, 5,25 или 3,5 дюйма, одно- или двусторонние, одинарной или двойной плотности). Контроллер реализован на БИС КР1818ВГ93[2];
  - бытовой кассетный магнитофон (стандартная скорость записи 2400 бит/с, до 1 Мбайта данных на кассете МК-60).

Компьютеры «Корвет» могли быть объединены в локальную сеть общим числом до 16 машин в сети.

### Видеоподсистема
«Корвет» имеет два независимых друг от друга видеоконтроллера, выводящих изображение на экран одновременно:
- алфавитно-цифровой с собственной видеопамятью 1,125 Кбайта (9 микросхем статического ОЗУ по 1 кбит каждая, 9-й разряд используется для признака инверсии, то есть аппаратного курсора), отображающий только белые символы, 16 строк по 64 или 32 символа в строке; знакогенератор из двух наборов по 256 символов расположен в специальном ПЗУ (матрица символа — 8×16 точек);
- графический с собственной независимой видеопамятью 48 Кбайт (на 24 микросхемах ёмкостью 16 килобит) или, в другом варианте, 192 кбайта (4 независимые страницы (4 экрана), на микросхемах ёмкостью 64 килобита); разрешение графического режима только одно — 512×256 точек при 8 цветах для любой точки; накладывая текст на графику, можно получать 16 цветов на экране.

Графический контроллер был реализован без специализированных микросхем, на дискретной логике и ПЛМ. Он хорошо подходил для изображения графиков и простых геометрических фигур. Каждый бит цвета из палитры хранился в отдельной цветовой «плоскости» — то есть отдельной области памяти, выбор которой осуществляется через регистр цвета.
Кроме того, «Корвет» имел особый режим работы — «цветовой», позволяющий обращаться к трём цветовым плоскостям одновременно: при записи каждый бит, установленный в 1 меняет значение в соответствующем бите каждой плоскости в зависимости от значения, установленного в битах 1, 2 и 3 специальном «цветовом регистре», а при чтении возвращается 0 если значения во всех трёх плоскостях соответствуют значениям в цветовом регистре в битах 4, 5 и 6, в противном случае — 1. Эту особенность также удобно использовать для закраски областей цветом: сначала необходимо отрисовать контур фигуры, а после в цикле считывать побайтно — если прочитанный байт равен 255, значит совпадений цвета в данной области не обнаружено, и можно окрашивать её целиком, в противном случае уже запускать побитовое сравнение. Благодаря этому режиму и достигается заявленная высокая скорость работы графической подсистемы: например, оптимизированный (за счёт использования команды PUSH Rp) машинный код позволял полностью перерисовывать экран быстрее, чем в первых IBM PC, имевших почти вдвое большую тактовую частоту процессора и меньшее разрешение экрана и количество одновременно отображаемых цветов (320×200, 4 цвета в режиме CGA).

## Разновидности
Выпускался серийно с 1987 года на заводах Министерства радиопромышленности СССР:
| Место выпуска                                                             | Название                                                                | Описание |
| ------------------------------------------------------------------------- | ----------------------------------------------------------------------- | --- |
| Бакинское производственное объединение «Радиостроение»                    | ПК 8010/8020 «Корвет»                                                   | Оригинальная схема без модификаций. Оригинальная прошивка ПЗУ ОПТС 1.1 или ОПТС 2.0. Оригинальная прошивка знакогенератора |
| Брестский электромеханический завод (БЭМЗ)                                | ПК 8010/8020 «Корвет»                                                   | Оригинальная схема без модификаций. Оригинальная прошивка ПЗУ ОПТС 1.1 или ОПТС 2.0. Оригинальная прошивка знакогенератора |
| Московский экспериментально-вычислительный центр ЭЛЕКС (МЭВЦ «ЭЛЕКС» ОЭП) | ПК «Элекс-1»                                                            | ? |
| Кооператив ЭЛИН                                                           | ?                                                                       | ? |
| Фрунзенский завод ЭВМ (Киргизская ССР)                                    | ПК 8010/8020 «Корвет»                                                   | Оригинальная схема без модификаций. Оригинальная прошивка ПЗУ ОПТС 1.1 или ОПТС 2.0. Оригинальная прошивка знакогенератора |
| Ижевский радиозавод (ИРЗ)                                                 | ПК «Контур»                                                             | Модификация «Корвета» с упрощённой схемой и видоизменённой клавиатурой. Модифицированная прошивка ПЗУ ОПТС 2.0. Модифицированная прошивка знакогенератора                                                                          |
| Каменск-Уральский ПО «Октябрь»                                            | ПК «Нейва»                                                              | Оригинальная схема без модификаций. Оригинальная прошивка ПЗУ ОПТС 2.0. Оригинальная прошивка знакогенератора |
| Ленинградский ЛНПО «Электроавтоматика»                                    | ПК 8015 «Орбита»                                                        | Вслед за ранее освоенным игровым устройством «Интеллект», выпускалась модификация «Корвета» — ПК 8015 «Орбита». Незначительная модификация схемы. Оригинальная прошивка ПЗУ ОПТС 2.0. Оригинальная прошивка знакогенератора        |
| Нижегородский НИИ измерительных систем (НИИИС)                            | ПК «Квант-8»                                                            | Модификация «Корвета» с сильно изменённой схемой, клавиатурой и корпусом. Модифицированная прошивка ПЗУ ОПТС 1.1 или ОПТС 3.0. Модифицированная прошивка знакогенератора                                                           |
| Нижегородский НИИ измерительных систем (НИИИС)                            | Абонентская телеграфная установка «Телекоммуникационный терминал ВК-8Т» | Модификация «Кванта-8», которая представляла собой телеграфный терминал с функцией «бегущей строки» и с нестандартной для «Корвета» клавиатурой. Модифицированная прошивка ПЗУ ОПТС 3.0. Модифицированная прошивка знакогенератора |
| Завод «Парус» (Севастополь)                                               | ?                                                                       | Налажено небольшое производство учебных классов (КУВТ) |

## Программное обеспечение
1. Интерпретатор языка Бейсик в ПЗУ полностью соответствует стандарту MSX, в том числе реализует все графические операторы (рисование точек, линий, прямоугольников, закрашенных прямоугольников, окружностей, эллипсов, дуг, закраска замкнутой области), работу с целыми числами и т. д.
2. Операционные системы МикроДОС и CP/M-80 (при подключении дисковода).
3. Текстовые редакторы «Супертекст», «Микромир» (MIM) и т. д.
4. СУБД dBase II.
5. Табличный процессор Microsoft Multiplan.
6. Компиляторы с языков Фортран, Паскаль, Си, Ада, Форт, Лисп, ПЛ/М и др.
7. Учебные программы.
8. Игровые программы — на «Корвет» был перенесён большой ряд игр разных жанров с таких ПК, как MSX, ZX Spectrum, IBM PC, а также создано небольшое число оригинальных игр; высокое разрешение графики, хорошая скорость её отображения и неплохое количество цветов обеспечили достаточно высокое общее качество игр; наиболее интересные: «Беркут», PopCorn, Stalker, Dan Dare, Continental Circus, Deflector, «Клад», «Винни-Пух», «Остров Сокровищ», Super Tetris, Karate и др.

## КУВТ
В 1985-86 гг. на основе ПК «Корвет» в НИИсчетмаш был разработан комплекс учебной вычислительной техники (КУВТ) «Корвет», ГК разработки — М. Сулим
В КУВТ входило рабочее место преподавателя (ПК8020, оборудован НГМД и портом принтера) и до 15 рабочих мест учащихся (ПК8010), связанных в локальную сеть (19,5 килобит/с).

## Внимание советской прессы
Разработка учёных МГУ была поддержана на самом высоком уровне (в частности, вице-президентом АН СССР Е. П. Велиховым) и удостоена большого внимания в прессе — статьи о конструкции и возможностях этого ПК неоднократно публиковались в журнале «Радио», вопросы практического использования ПК «Корвет» освещались в специальной рубрике журнала «Информатика и образование», в 1989 году большим тиражом (175 тыс. экз.) вышла книга «Знакомьтесь: персональная ЭВМ Корвет» с предисловием академика Е. П. Велихова, появлялись статьи в других журналах и газетах. Из этих источников можно сделать вывод, что «Корвет» должен был стать не только одним из главных учебных ПК, но планировался как ПК самого широкого назначения, в том числе и для домашнего применения.

## Производство
Несмотря на то, что компьютер был разработан в довольно короткие сроки, а решение о производстве нового компьютера было одобрено советом министров, начало серийного выпуска значительно затянулось. Хотя компьютер состоял исключительно из компонентов, уже освоенных советской промышленностью, нарастить в срок объёмы производства не удавалось, к тому же поставляемые комплектующие были очень низкого качества. Кроме того, сыграла роль конкуренция с другим компьютером того же назначения — «Электроника МС 0511». В результате поставки нового компьютера сильно отставали от плана:
| Год  | План   | Факт  |
| ---- | ------ | ----- |
| 1987 | 10000  | 1157  |
| 1988 | 36000  | ?     |
| 1989 | 84000  | 36900 |
| 1990 | 120000 | ?     |
| 1992 | 250000 | ?     |

После распада СССР производство «Корветов» завершилось, неукомплектованные корпуса использовались для сборки многочисленных клонов «Спектрума».
ЗАО «ЛИнТех» («Лаборатория информационных технологий») выполняло модернизацию КУВТ «Корвет» — модернизировалась сеть и в качестве головной машины устанавливался IBM-PC-совместимый компьютер. Скорость сети повышалась с 19,5 килобит/с до 375 килобит/с.
Данная доработка была рекомендована Министерством образования РФ для применения в школах.

## Публикации
- Е. П. Велихов, И. Г. Персианцев, А. Т. Рахимов, Н. Н. Рой, А. В. Скурихин, О. А. Щербаков. Персональный компьютер в системе автоматизации физического эксперимента // Микропроцессорные средства и системы. — 1986. — № 1. — С. 34—36. — описывается ЭВМ ПК 8001, приведены фотографии
- С. А. Ахманов, Н. Н. Рой, А. В. Скурихин. Персональный компьютер «Корвет»  // Журнал «Мир ПК». — 1989. — №  3.
- С. А. Ахманов (мл.), И. Г. Персианцев, А. Т. Рахимов, Н. Н. Рой, А. В. Скурихин; предисл. акад. Е. П. Велихова. Знакомьтесь: персональная ЭВМ Корвет. — М.: «Наука», Физматлит, 1989. — ISBN 5-02-014207-7.
- С. Ахманов, Н. Рой, А. Скурихин. Пользователям о «Корвете»  // Журнал «Радио». — 1989. — №  1. — С. 28—32., с предисловием академика Е. Велихова
- С. Ахманов, Н. Рой, А. Скурихин. Пользователям о «Корвете»: Оперативная память и графический дисплей  // Журнал «Радио». — 1989. — №  3. — С. 43—46.
- С. Ахманов, Н. Рой, А. Скурихин. Пользователям о «Корвете»: Контроллер накопителя на гибких дисках  // Журнал «Радио». — 1989. — №  6. — С. 34—37.
- С. Ахманов, Н. Рой, А. Скурихин. Пользователям о «Корвете»: Интерфейсы для связи с внешними устройствами  // Журнал «Радио». — 1989. — №  8. — С. 35—37.
- С. Ахманов, Н. Рой, А. Скурихин. Пользователям о «Корвете»: Операционная система и программное обеспечение  // Журнал «Радио». — 1989. — №  10. — С. 39—42.
- С. Ахманов, Н. Рой, А. Скурихин. Пользователям о «Корвете»: Операционная система и программное обеспечение (окончание)  // Журнал «Радио». — 1989. — №  12. — С. 33—36.